# Roland Rohn

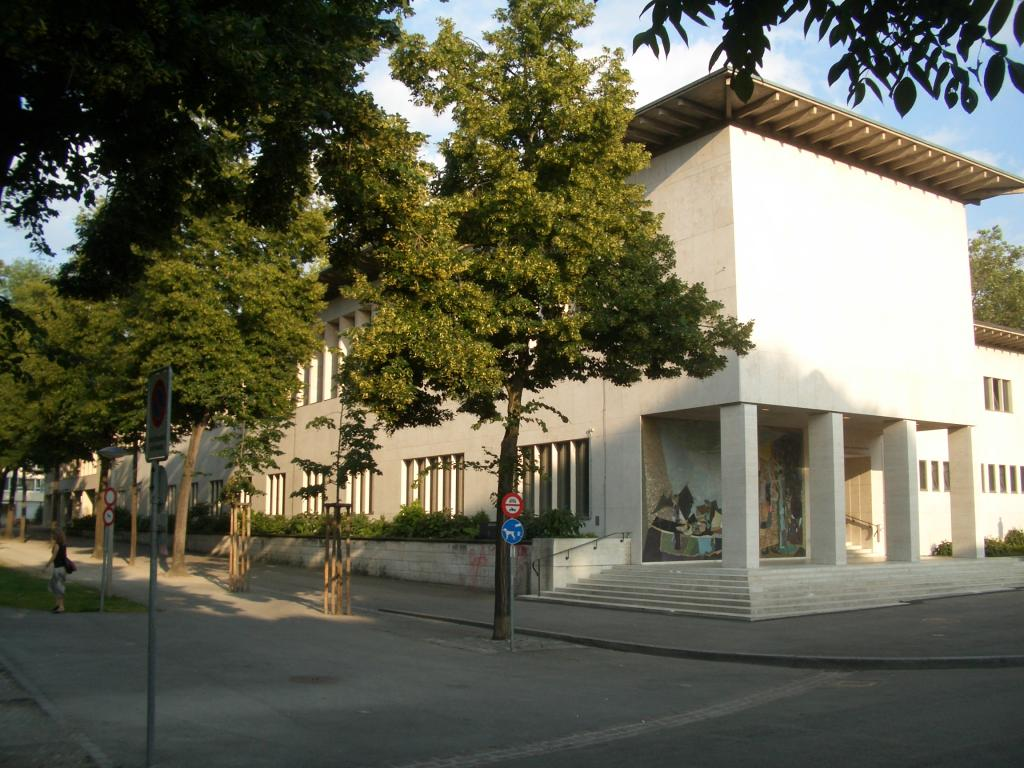
Westeingang des Kollegienhauses der Universität Basel, 1939

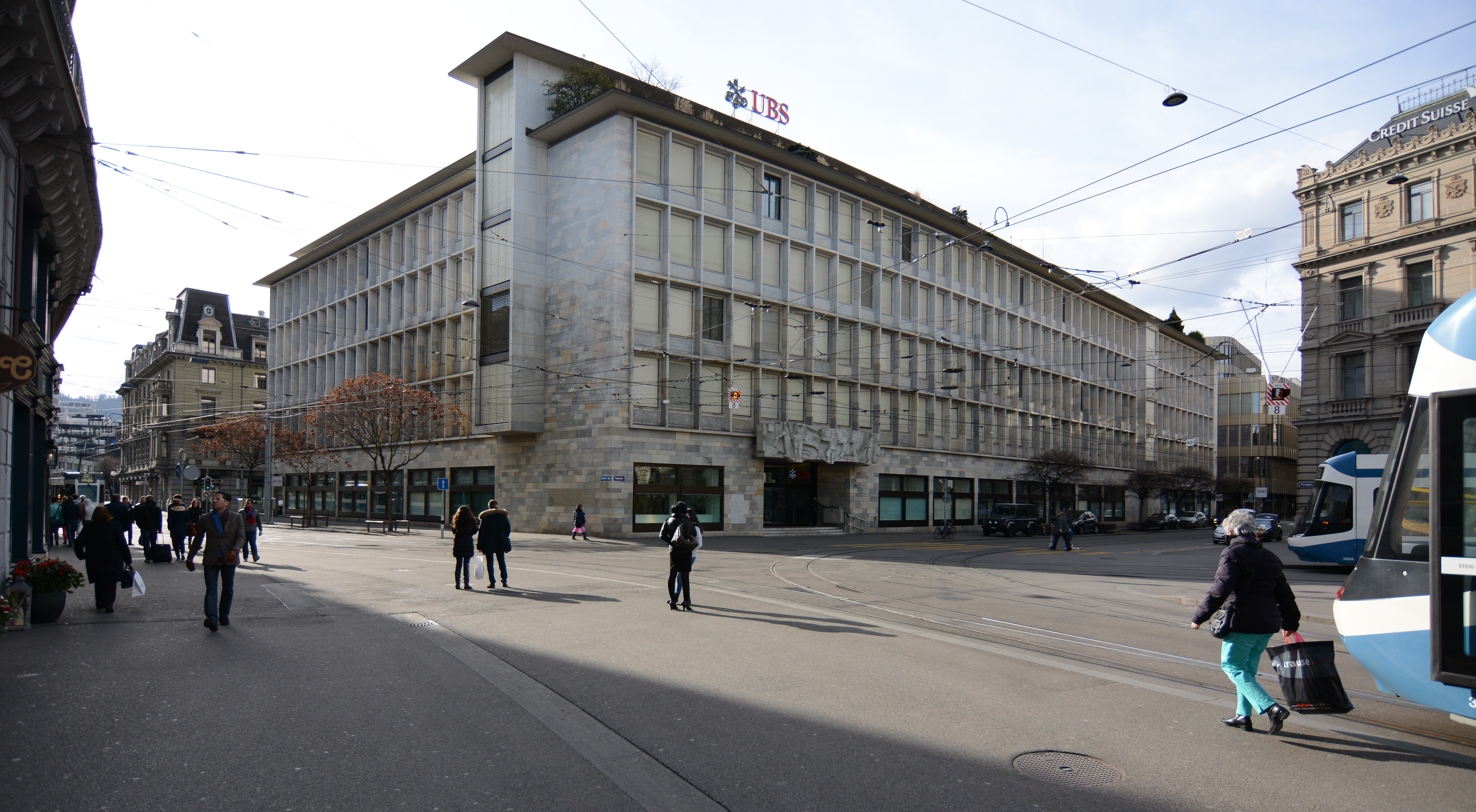
Schweizerischer Bankverein, Hauptsitz, 1956 (heute UBS), Zürich Paradeplatz

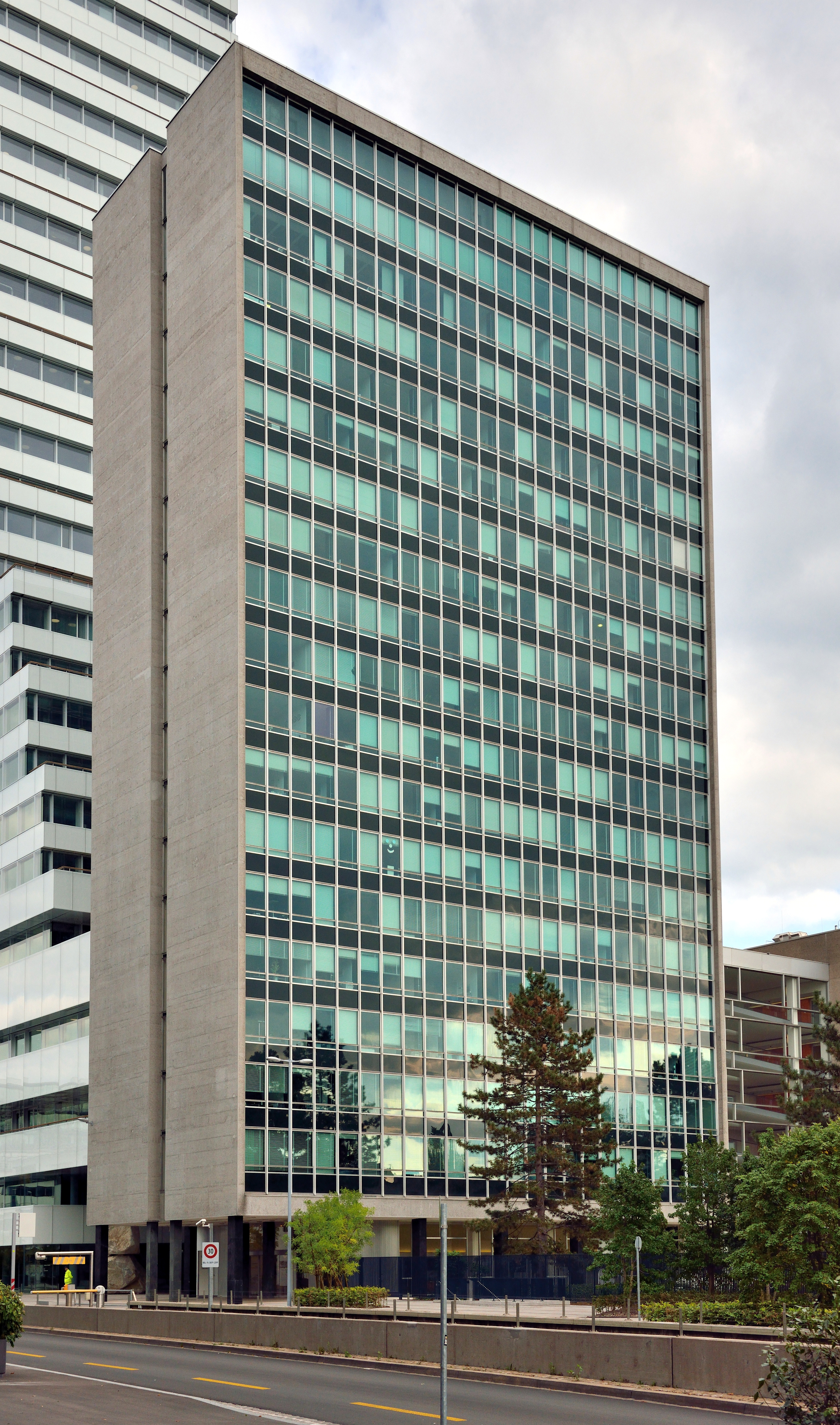
Roche Bau 52 in Basel, 1960

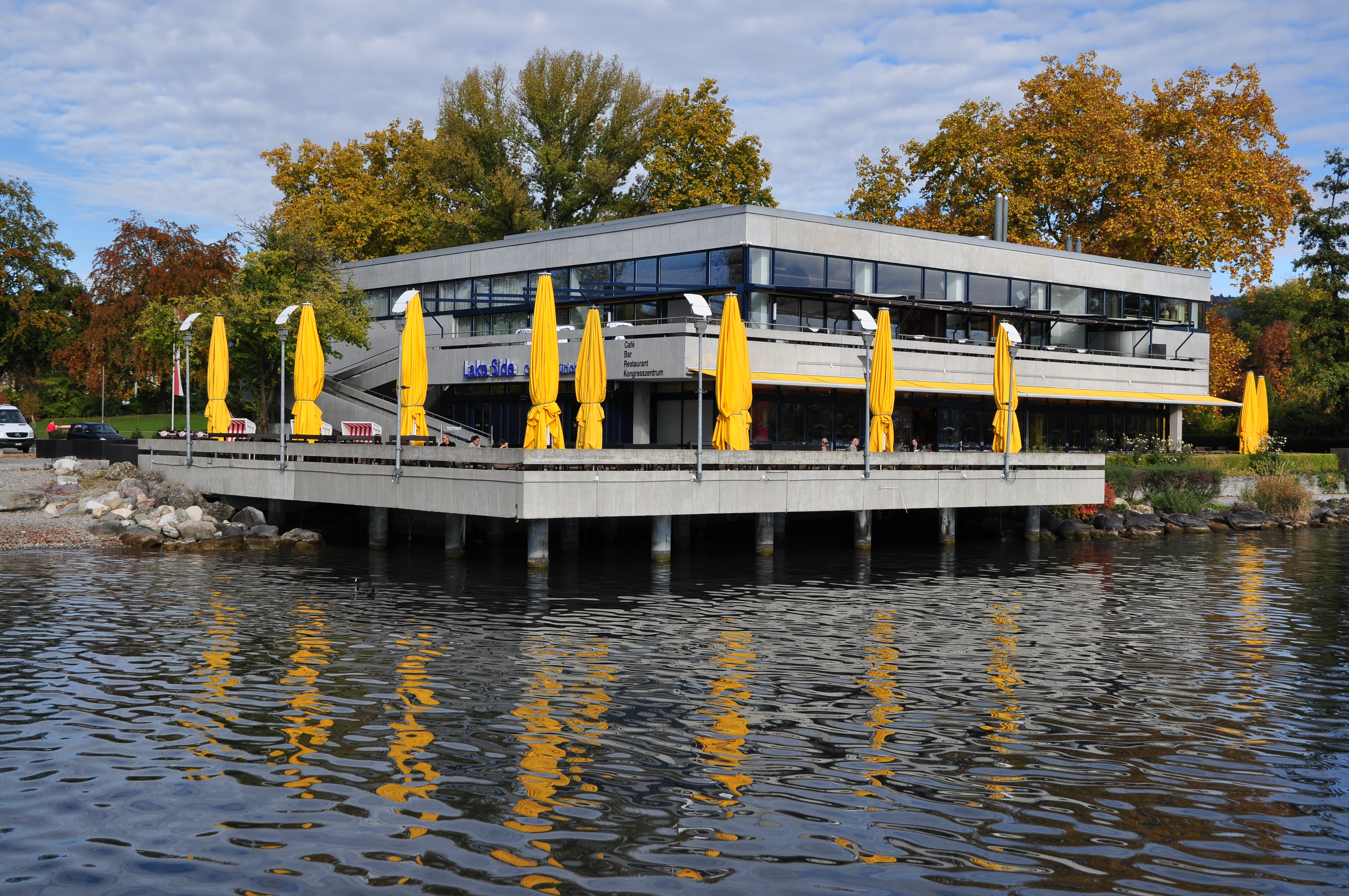
Kasino am Zürichhorn, 1964

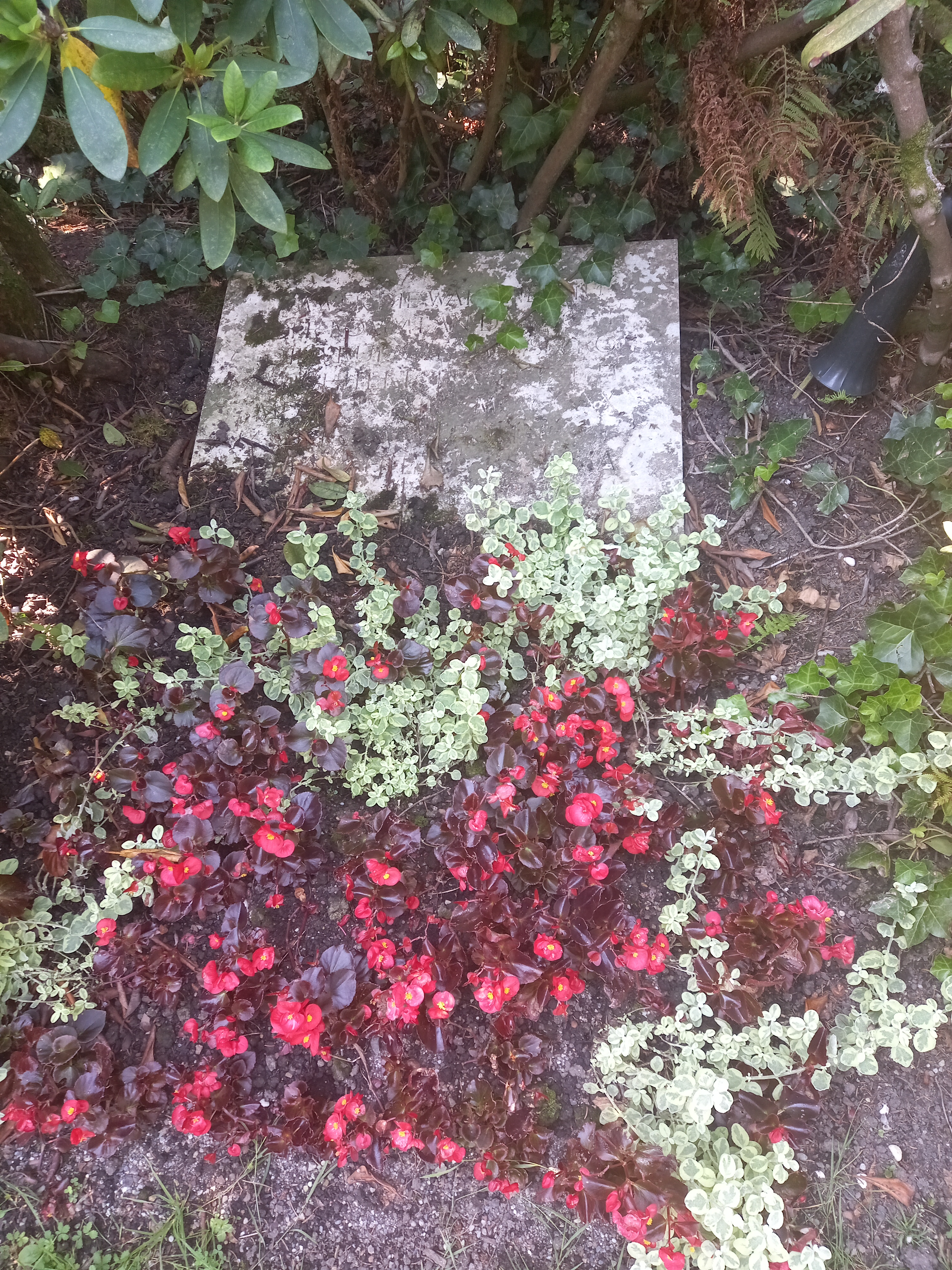
Das Grab von Roland Rohn und Otto Rudolf Salvisberg auf dem Friedhof Fluntern in Zürich

Roland Rohn (* 12. November 1905 in Sterkrade; † 11. Juni 1971 in Zürich) war ein Schweizer Architekt, der vor allem für die Fabrik- und Verwaltungsgebäude mehrerer Schweizer Grossunternehmen sowie für seine Schulhäuser bekannt ist.

## Ausbildung und frühe Berufstätigkeit
Der Sohn des Bauingenieurs und Hochschullehrers Arthur Rohn erlebte Kindheit und Oberrealschule in Zürich, sein Berufswunsch war zunächst Musik oder Bildende Kunst. Von 1924 bis 1928 studierte Rohn an der ETH Zürich Architektur, Lehrer waren Karl Moser und Gustav Gull, an dessen Lehrstuhl er nach dem Studium eine Assistentenstelle erhielt. Von 1930 bis 1932 arbeitete er bei seinem Vorbild Otto Rudolf Salvisberg, der zugleich Korreferent seiner 1931 fertiggestellten Dissertation zu Tragwerk und Raumabschluss war.

## Im eigenen Atelier
Ende 1931 gründete Rohn das eigene Büro. Die ersten bedeutenden Aufträge waren Schulhäuser im gemässigten Stil des Neuen Bauens, etwa die Primar- und Sekundarschule in Zürich-Seebach, ein kubisch geformter, breit gelagerter Baukörper, der wegen des zurückgesetzten Erdgeschosses zur Hofseite auf Stützen zu schweben scheint, in Wollishofen, wo anlässlich des Wettbewerbes grundsätzlich die Frage geklärt werden sollte, ob weiterhin dem Stockwerkschulhaus der Vorzug gegeben werden sollte oder ob besser der Pavillontypus eingeführt werde, und Höngg. In der zweiten Hälfte der 1930er Jahre baute er das Kollegiengebäude der Universität Basel und gewann den Wettbewerb für das Bezirksschulhaus Zofingen. Rohn war damit bereits in den 1930er Jahren als Spezialist für den Schulhausbau anerkannt, eine Bauaufgabe, die er nach dem Zweiten Weltkrieg weiterführte.
1937 legte Rohn eine Planung für ein Festspielhaus in Luzern vor, das, am Ufer des Vierwaldstättersees gelegen, gleichzeitig «Weihestätte für den schweizerischen Staatsgedanken» und «feste Heimstätte für das eigenständige Festspiel» sein sollte. Im gleichen Jahr gewann er den Wettbewerb für ein Casino am Zürichhorn, ein Bauvorhaben, das sich bis zur Fertigstellung 1964 über beinahe drei Jahrzehnte hinziehen sollte. Beide Projekte waren sicherlich hilfreich, dass Rohn vom Luzerner Chefarchitekten Armin Meili zu einem der ein gutes Dutzend zählenden Architekten der Schweizerischen Landesausstellung 1939 berufen wurde. Er war dort für den Elektrizitätspavillon der linksufrigen Ausstellung verantwortlich. Spätestens in der Arbeit in der Fachgruppe, die den Elektrizitätspavillon thematisch festlegte, lernte er auch Theodor Boveri kennen, für dessen Brown Boveri & Cie er später eine grosse Anzahl von Projekten erledigte.

## Nachfolger von Salvisberg
1940 übernahm Rohn nach dem überraschenden Tod von Salvisberg dessen Büro, Bauaufträge und Klienten, und heiratete 1942 auch dessen Witwe Emma Marie geb. Roloff. Dabei kam ihm wohl seine vorbehaltlose Anerkennung Salvisbergs zugute wie auch seine Fähigkeit und Bereitschaft, am Bestehenden und Vorgegebenen weiterzuplanen.
Der Hauptkunde, den Rohn übernahm, und sein hauptsächlicher Auftraggeber wurde der Pharma-Konzern Hoffmann-La Roche, für den er sogleich Forschungs- und Laborgebäude in Nutley sowie in Basel projektierte und baute. Daneben hatte Salvisberg auch schon für den Baustoffhersteller Dätwyler in Altdorf gebaut, für den Rohn später ebenfalls Werkssiedlung, Fabrik und Verwaltungsgebäude baute. Das Büro wuchs nach dem Krieg auf über vierzig Mitarbeiter an und gehörte damit neben dem Büro von Werner Stücheli zu den grossen Zürcher Büros. Es entstanden Geschäftshäuser mit tragender, gerasterter (Naturstein-)Fassade, die, in Salvisbergs Tradition, Solidität und Schwere ausstrahlten.
Die Nähe zu Salvisberg wurde ihm zum Problem, als er für die Nachfolge gleich vierer neu zu besetzender Professuren der ETH im Gespräch war, schlussendlich aber nicht zum Zuge kam. Berufen wurden Geisendorf, der den skandinavischen Einfluss verkörperte, der Städtebauer (und Zürcher Stadtbaumeister) Steiner, der Vertreter der klassischen Moderne Roth und Tami, der erste Tessiner auf einem Architektur-Lehrstuhl der ETH.
Diese Bereitschaft, sich in Bestehendes einzufügen und daran unterordnend weiterzubauen, ist in vielen Projekten Rohns zu erkennen. Rohn baute für den Maschinenbauer Brown Boveri & Cie in Baden auf dessen weitläufigem Fabrikareal zwischen 1942 und 1958 insgesamt zehn Aufträge, zusammen mit drei weiteren Architekturbüros den Hauptsitz des Aufzugsbauers Schindler in Ebikon und für Spinnereiunternehmen wie Zellweger in Uster und Kunz in Windisch. Daneben war er Architekt des Jelmoli-Konzerns. Von 1953 bis 1960 war Rohn für den Neubau des Bankvereins am Paradeplatz (Zürich) verantwortlich.

## Werke (Auswahl)

### Gebäude
- Schulhaus Buhnrain, Zürich-Seebach, 1933
- Schulhaus Manegg,  Zürich-Wollishofen, 1935
- Kollegienhaus der Universität, Basel, 1937–39
- Fabrikanlage, Brown Boveri & Cie, Baden, 1947–52
- Fabrikanlage, Bodenbelagsgebäude Dätwyler AG, Altdorf, 1951
- Schulhaus Lachenzelg, Zürich-Höngg, 1953
- Talgarten, Geschäftshaus, Zürich, 1952–53
- Fabrikanlage, Aufzugfabrik Schindler, Ebikon 1953–57 (Architektengemeinschaft Roland Rohn, Weideli und Gattiker, Carl Mossdorf, Fritz Zwicky)
- Fabrikanlage, Spinnereien Heusser und Staub, Uster und Glattfelden
- Schweizerischer Bankverein, Hauptsitz, Zürich, 1956
- Fabrikanlage, Brown Boveri & Cie, Birr, 1957
- Fabrikanlage, Spinnerei Kunz, Windisch, 1960
- Bau 52 Roche, Basel, 1960
- Freiestrasse 2, Wohn- und Geschäftshaus, Biel, 1960
- Büro- & Fabrikationsgebäude (Rockwell-Areal), Dierikon, 1961
- Warenhaus Jelmoli, Erweiterung, Zürich, 1964
- Stadtspital Triemli, Zürich, 1962–70 (Architektengemeinschaft Ernst Schindler, Rudolf Joss, Helmut Rauber, Roland Rohn, Rolf Hässig, Erwin Müller)
- Personalhaus, Dätwyler AG, Altdorf, 1964–65
- Kasino Zürichhorn, Zürich, 1967
- Geschäftshaus Stadthausstrasse 14, Hypothekar- und Handelsbank, Winterthur, 1969

### Schriften
- Tragwerk und Raumabschluss: eine Zusammenfassung heutiger Konstruktionsmöglichkeiten des Hochbaues in Holz, Stein, Eisenbeton und Eisen. Zürich 1931 (Dissertation)

## Belege
1. ↑  Alois Diethelm: Roland Rohn 1905–1971. Dokumente zur modernen Schweizer Architektur. gta Verlag Zürich 2003. ISBN 978-3-85676-113-4. S. 8
«Für Unternehmen wie Hoffmann-La Roche und Dätwyler gewährte die Nähe zu Salvisberg aber die Kontinuität ihrer angestrebten baulichen Entwicklung, sie fanden in ihm einen Partner, der die skizzierten Ideen aufgriff und sinngemäss weiterentwickelte. Rohn stellte nicht seine Person in den Vordergrund, …»
2. ↑  Alois Diethelm: Roland Rohn 1905–1971. Dokumente zur modernen Schweizer Architektur. gta Verlag Zürich 2003. ISBN 978-3-85676-113-4. S. 15
3. ↑  Alois Diethelm: Roland Rohn 1905–1971. Dokumente zur modernen Schweizer Architektur. gta Verlag Zürich 2003. ISBN 978-3-85676-113-4. S. 15

1. ↑  
N-N.: Roland Rohn (Nachruf). In: Schweizerische Bauzeitung. Band 89, Nr. 47, 1971 (online).
2. ↑  
N.N:: Wettbewerb für ein Schulhaus in Seebach. In: Schweizerische Bauzeitung. Band 99, Nr. 4, 1932, S. 44 ff. (online).
3. ↑  N.N.: Fünf neue Zürcher Schulhäuser. In: Das Werk. Band 25, Nr. 9, 1938, S. 206–224, doi:10.5169/seals-86717.
4. ↑  
Wettbewerbsergebnis: N.N:: Wettbewerb für eine Schulhausanlage an der proj. Tannenrauchstrasse in Zürich 2. In: Schweizerische Bauzeitung. Band 99, Nr. 23, 1932, S. 298 ff. (online).
5. ↑  Wettbewerbsnotiz: N.N:: Höngg. Schulhausanlage. In: Das Werk. Band 20, Nr. 5, 1933, S. XVII (online).
6. ↑  
Wettbewerbsergebnis des engeren Wettbewerbs: N.N.: Zweiter (engerer) Wettbewerb für das Kollegiengebäude der Universität Basel. In: Schweizerische Bauzeitung. Band 102, Nr. 7, 1933, S. 80 ff. (online).
7. ↑  N.N.: Wettbewerb für Saal- und Schulhausbauten in Zofingen. In: Schweizerische Bauzeitung. Band 106, Nr. 7, 1935, S. 77 ff. (online).
8. ↑  
Roland Rohn: Projekt von 1937 für ein Festspielhaus in Luzern. In: Das Werk. Band 28, Nr. 3, 1941, S. 84 (online).
9. ↑  Bericht vom auf dem linken Ufer gelegenen, auf Fortschritt und Industrie bezogenen Teil der Landesausstellung:
N.N.: Schweizerische Landesausstellung : das linke Ufer. In: Das Werk. Band 26, Nr. 5, 1939, S. 129 ff., hier: 150–151 (online).

| Personendaten    | Personendaten                 |
| ---------------- | ----------------------------- |
| NAME             | Rohn, Roland                  |
| KURZBESCHREIBUNG | Schweizer Industrie-Architekt |
| GEBURTSDATUM     | 12. November 1905             |
| GEBURTSORT       | Sterkrade                     |
| STERBEDATUM      | 11. Juni 1971                 |
| STERBEORT        | Zürich                        |